# Hauschka (musicista)
Hauschka, pseudonimo di Volker Bertelmann (Kreuztal, 11 ottobre 1966), è un compositore e pianista tedesco conosciuto per le sue composizioni per pianoforte preparato e le sue numerose colonne sonore.

## Carriera
Volker Bertelmann è nato a Kreuztal. È cresciuto nel villaggio di Ferndorf nel circondario di Siegen-Wittgenstein, nel Nord Reno-Westfalia. Quinto di sei figli, ha iniziato a suonare pianoforte classico scoprendo lo strumento in una chiesa e ha continuato a prendere lezioni durante i dieci anni seguenti. Bertelmann formò il suo primo gruppo rock all'età di quattordici anni. Negli anni seguenti è stato incaricato di comporre musica per la televisione e ha cantato in un certo numero di altre band. Dopo aver lasciato la scuola si è trasferito a Colonia, dove ha iniziato a studiare medicina e poi economia aziendale, ma ha rinunciato a entrambi per concentrarsi sulla musica.

### 1992-2003: i primi anni di carriera
Nel 1992, Hauschka e suo cugino formarono il duo hip-hop God's Favorite Dog, che divenne noto soprattutto per le loro tracce Love and Pain e Sway. Hanno pubblicato un album sull'etichetta Epic della Sony Music e sono andati a esibirsi a livello nazionale e internazionale, facendo anche da supporto ai Die Fantastischen Vier. Dopo essersi sciolti nel 1995, i suoi membri seguirono altre direzioni musicali. Dopo un periodo di pausa, Bertelmann si trasferì a Düsseldorf e ricominciò a fare musica, attingendo ai suoi anni di formazione classica al pianoforte. Ha composto pezzi per pianoforte e li ha pubblicati sotto lo pseudonimo di Hauschka - poiché voleva trovare un sinonimo dal suono dell'est europeo e ha trovato come riferimento il compositore boemo Vincenz Hauschka.

### 2004-2010: le prime pubblicazioni per pianoforte preparato
Il primo album di Hauschka, Substantial, fu pubblicato nel 2004 sull'etichetta di Colonia Karaoke Kalk, seguito nel 2005 da The Prepared Piano per la stessa etichetta. In questo secondo album, Bertelmann ha esplorato le possibilità del pianoforte preparato inserendo pezzi di pelle, feltro o gomma tra le corde del pianoforte, avvolgendo fogli di alluminio attorno ai martelli, mettendo piccoli oggetti sulle corde o unendoli insieme a corde di chitarra o nastro adesivo. Nel 2007, Bertelmann firmò un contratto discografico per la 130701, una succursale della FatCat Records attraverso la quale pubblicò il suo album Ferndorf del 2008. Dopo una performance concertistica con la Magik * Magik Orchestra, Bertelmann ha deciso di integrare altri strumenti musicali nelle sue composizioni e nel gennaio 2010 i lavori risultanti sono stati eseguiti a San Francisco da un'orchestra guidata da Minna Choi e registrati nello studio Tiny Telephone di John Vanderslice dal tecnico del suono Ian Pellicci. Volker Bertelmann ha poi registrato le tracce per pianoforte presso lo Studio Zwei di Düsseldorf, e l'album Foreign Landscapes è stato pubblicato sull'etichetta 130701.

### 2011-2014:Salon des Amateurs,Silfrae partiture per film

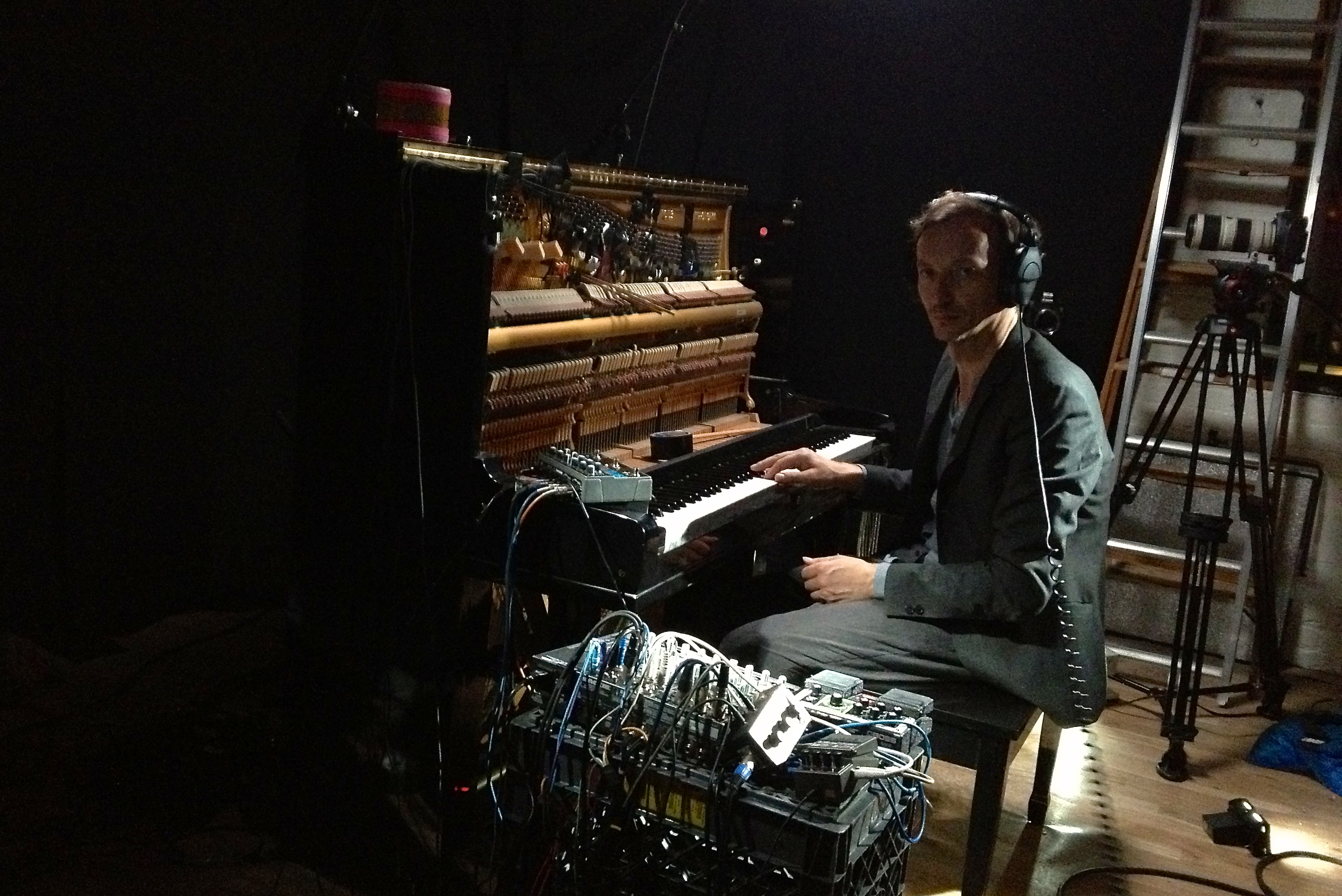
Hauschka con un pianoforte preparato (2012)

A differenza del precedente album, Salon des Amateurs del 2011 asseconda il pianoforte a favore degli altri strumenti e segue un approccio più ritmico. Di quest'ultima pubblicazione si segnala una fitta schiera di collaboratori fra cui Samuli Kosminen (già membro dei Múm e degli Edea), Jeffrey Zeigler (ex Kronos Quartet), Pekka Kusisto, i Múm, Nik Bartsch, Henrik Schwarz e Hilary Hahn, così come Joey Burns e John Convertino dei Calexico. Originariamente, Bertellmann aveva pensato di incorporare le tracce poi pubblicate su Salon des Amateurs nel disco Foreign Landscapes, ma ritenendo le nuove tracce non compatibili con quelle dell'altro album, decise di pubblicarle su Salon des Amateurs. Di quest'ultima pubblicazione è seguita l'uscita dell'album di remix Salon des Amateurs Remixes, con contributi di Michael Mayer, Matthew Herbert, Max Loderbauer, Ricardo Villalobos, Alva Noto e Steve Bicknell.
Nel maggio 2012 è uscito per la Deutsche Grammophon Silfra, un album scritto con la violinista statunitense Hilary Hahn. Prende il nome dall'omonima fessura in Islanda e consiste in dodici improvvisazioni registrate da Valgeir Sigurðsson ai Greenhouse Studios di Reykjavík.
Nel 2012 Bertelmann ha scritto la sua prima colonna sonora per un lungometraggio, ovvero Glück, un film diretto da Doris Dörrie.

### 2015-presente:Lion,What IfeIl nome della rosa
Nel 2015, Bertelmann è stato uno degli artisti dell'Orchestra sinfonica della Radio di Lipsia. Ha creato tre pezzi per loro, in particolare Drowning, collaborazione con i Múm che è stata presentata al Gewandhaus di Lipsia il 27 giugno 2015. Nel 2016 è stato incaricato di creare un brano per l'acclamato violoncellista Nicholas Altstädt. Il pezzo, Lost, è stato presentato in anteprima al Viva Cello nel settembre del 2016.
Nel 2016 Bertelmann ha collaborato con Dustin O'Halloran alla colonna sonora del film candidato all'Oscar Lion. La colonna sonora del film è stata nominata per molti importanti premi, tra cui gli Academy Awards, il Golden Globe, i BAFTA e i Critics' Choice Awards.
Nel 2017 Bertelmann ha pubblicato l'album What If, uscito per la City Slang e Temporary Residence Limited e contaminato dall'hip-hop. L'artista ha anche scritto due brani per Avi Avital intitolati Flood e Drought che vennero presentati in anteprima al Schriwig-Holstein Musik Festival nel luglio del 2017.

Nel 2018, ha composto la colonna sonora per il film Resta con me, che si basa sulla vera storia di un marinaio arenato in mare dopo una tempesta. Il film è diretto da Baltasar Kormákur e interpretato da Shailene Woodley e Sam Claflin. Hauschka ha dichiarato:
Nel 2019 ha composto la colonna sonora per la miniserie televisiva Il nome della rosa tratta dal romanzo omonimo romanzo di Umberto Eco del 1980. Il film è stato diretto da Giacomo Battiato e interpretato da John Turturro e Rupert Everett.

## Discografia

### Album in studio
- 2004 – Substantial
- 2005 – The Prepared Piano
- 2007 – Room to Expand
- 2007 – Versions of the Prepared Piano
- 2008 – Ferndorf
- 2008 – Snowflakes and Carwrecks
- 2009 – Small Pieces
- 2010 – Foreign Landscapes
- 2011 – Salon Des Amateurs
- 2012 – Salon Des Amateurs Remixes
- 2012 – Silfra (con Hilary Hahn)
- 2014 – Abandoned City
- 2015 – A NDO C Y
- 2017 – What If

## Colonne sonore

### Cinema
- The Boy, regia di William Brent Bell (2016)
- Lion - La strada verso casa (Lion), regia di Garth Davis (2016)
- In Dubious Battle - Il coraggio degli ultimi, regia di James Franco (2016)
- Edison - L'uomo che illuminò il mondo (The Current War), regia di Alfonso Gomez-Rejon (2017)
- Mille modi per descrivere la pioggia (1000 Arten Regen zu beschreiben), regia di Isabel Prahl (2017)
- Resta con me (Adrift), regia di Baltasar Kormákur (2018)
- Attacco a Mumbai - Una vera storia di coraggio (Hotel Mumbai), regia di Anthony Maras (2018)
- Attraverso i miei occhi (The Art of Racing in the Rain), regia di Simon Curtis (2019)
- La candidata ideale (The Perfect Candidate), regia di Haifaa al-Mansour (2019)
- Quando Hitler rubò il coniglio rosa, regia di Caroline Link (2019)
- Downhill, regia di Nat Faxon e Jim Rash (2020)
- Giorni d'estate (Summerland), regia di Jessica Swale (2020)
- Home, regia di Franka Potente (2020)
- Ammonite - Sopra un'onda del mare (Ammonite), regia di Francis Lee (2020)
- Estraneo a bordo (Stowaway), regia di Joe Penna (2021)
- Against the Ice, regia di Peter Flinth (2022)
- Niente di nuovo sul fronte occidentale (Im Westen nichts Neues), regia di Edward Berger (2022)
- Jules, regia di Marc Turtletaub (2023)
- One Life, regia di James Hawes (2023)
- Monkey Man, regia di Dev Patel (2024)
- The Crow - Il corvo  (The Crow), regia di Rupert Sanders (2024)
- Conclave, regia di Edward Berger (2024)
- Operazione vendetta (The Amateur), regia di James Hawes (2025)
- La ballata di un piccolo giocatore (The Ballad of a Small Player), regia di Edward Berger (2025)

### Televisione
- Gunpowder, regia di J Blakeson – miniserie TV (2017)
- Il nome della rosa (The Name of the Rose), regia di Giacomo Battiato – miniserie TV (2019)
- Your Honor – serie TV, 10 episodi (2020-2021)
- Unwanted - Ostaggi del mare (Unwanted), regia di Oliver Hirschbiegel – miniserie TV (2023)
- The Day of the Jackal – serie TV (2024)
- Dune: Prophecy – serie TV (2024)
- Il conte di Montecristo (The Count of Monte Cristo), regia di Bille August – miniserie TV (2025)